# Енина, Екатерина Андреевна
Екатерина Андреевна Енина (до 2014 — Белова; род. 10 мая 1993, Челябинск) — российская волейболистка. Центральная блокирующая. Мастер спорта России.

## Биография
Волейболом Екатерина Белова начинала заниматься в челябинской СДЮСШОР «Юность-Метар».
С 2010 года выступала за «Автодор-Метар» в чемпионате России. В 2010/2011 провела за команду 11 игр, а в следующем сезоне уже являлась игроком стартового состава.
В 2012/2013 играла в высшей лиге «А», куда челябинская команда выбыла в 2012 году, но с сезона 2013/2014 вновь выступала в суперлиге, заключив контракт с «Тюменью-ТюмГУ». С 2014 года под фамилией Енина играла за саратовский «Протон». В чемпионате России 2015/2016 заняла 2-е место по результативности на блоке (61 очко в 20 проведённых играх). По общей же результативности среди игроков своего амплуа Енина стала 3-й (после центральных блокирующих «Уралочки-НТМК» Шинед Джек и Ирины Заряжко).
В декабре 2016 года в составе «Протона» Енина стала бронзовым призёром розыгрыша Кубка России.
Благодаря множеству татуировок, Екатерина имеет одну из самых экстравагантных внешностей среди российских волейболисток.
В 2017 году Екатерина заключила контракт с клубом «Уралочка».
Летом 2020 года подписала контракт с клубом «Динамо» (Москва).
В 2021 году вошла в состав олимпийской сборной. На Играх в Токио Енина приняла участие в 4 играх, в которых набрала 4 очка. В том же году приняла участие в чемпионате Европы, на котором провела 7 игр и набрала 35 очков.
В 2023 году заключила контракт с казанским «Динамо-Ак Барсом».

### Клубная карьера
- 2010—2013 —  «Автодор-Метар» (Челябинск);
- 2013—2014 —  «Тюмень-ТюмГУ» (Тюмень);
- 2014—2017 —  «Протон» (Саратовская область);
- 2017—2020 —  «Уралочка-НТМК» (Свердловская область);
- 2020—2023 —  «Динамо» (Москва);
- с 2023 —  «Динамо-Ак Барс» (Казань).

## Достижения
- двукратная чемпионка России — 2023, 2024;
  - двукратный серебряный призёр чемпионатов России — 2021, 2025;
  - 4-кратный бронзовый призёр чемпионатов России — 2018, 2019, 2020, 2022.
- двукратный победитель розыгрышей Кубка России — 2022, 2024;
  - двукратный серебряный (2020, 2025) и двукратный бронзовый (2016, 2021) призёр розыгрышей Кубка России.
- обладатель Суперкубка России 2024.
- чемпионка Всероссийской спартакиады 2022 в составе сборной Москвы.